# Saison 5 de Caïn
 (mars 2017).
Si vous disposez d'ouvrages ou d'articles de référence ou si vous connaissez des sites web de qualité traitant du thème abordé ici, merci de compléter l'article en donnant les références utiles à sa vérifiabilité et en les liant à la section « Notes et références ».
Chronologie
Saison 4 Saison 6
Cet article présente les épisodes de la cinquième saison de la série télévisée Caïn.

## Distribution

### Acteurs principaux
- Bruno Debrandt : Capitaine Frédéric « Fred » Caïn
- Julie Delarme : Lieutenant Lucie Delambre
- Frédéric Pellegeay : Commandant Jacques Moretti
- Smadi Wolfman : Dr Elizabeth Stunia
- Mourad Boudaoud : Lieutenant Borel

## Liste des épisodes

### Épisode 1:Une seconde avant la mort
- France : 17 mars 2017 sur France 2

- Martin Lamotte
- Delphine Théodore
- Jérôme Robart

### Épisode 2:Paradis perdu
- France : 17 mars 2017 sur France 2

- Mylène Demongeot
- Grégori Derangère
- Delphine Théodore
- Nicole Calfan

### Épisode 3:L'info à tout prix
- France : 24 mars 2017 sur France 2

- Cristiana Reali
- Louis-Emmanuel Blanc
- Delphine Théodore
- Jérôme Robart

### Épisode 4:Récidive
- France : 24 mars 2017 sur France 2

- François Caron
- Isalinde Giovangigli
- Clémence Thioly
- Juliette Lamboley
- Delphine Théodore

### Épisode 5:Révision (Partie 1)
- France : 31 mars 2017 sur France 2

- Delphine Théodore
- Jérôme Robart
- Philippe Résimont
- Juana Acosta
- Benjamin Baroche
- Hélène de Saint-Père

### Épisode 6:Révision (Partie 2)
- France : 31 mars 2017 sur France 2

- Delphine Théodore
- Jérôme Robart
- Philippe Résimont
- Juana Acosta
- Benjamin Baroche
- Hélène de Saint-Père

### Épisode 7:Western
- France : 7 avril 2017 sur France 2

- Elodie Hesme
- Cédric Chevalme
- Delphine Théodore
- Jérôme Robart
- Marc Pierret
- Coline d'Inca

### Épisode 8:Obsession (dans l'intérêt de l'enfant)
- France : 7 avril 2017 sur France 2

- Gaëla Le Devehat
- Delphine Théodore
- Jérôme Robart
- Victor Pontecorvo
- Lucile Krier

### Épisode 9:La Peau de Caïn (Partie 1)
- France : 14 avril 2017 sur France 2

- Delphine Théodore
- Jérôme Robart
- Brice Hillairet
- Franck Adrien
- Hélène de Saint-Père

### Épisode 10:La Peau de Caïn (Partie 2)
- France : 14 avril 2017 sur France 2

- Delphine Théodore
- Jérôme Robart
- Brice Hillairet
- Franck Adrien
- Juana Acosta
- Benjamin Baroche